# عمر علي عمر
عمر علي عمر (مواليد 16 يونيو 1981، لاعب كرة قدم إماراتي يجيد اللعب في الدفاع .
لعب سابقاً لأندية الوحدة والإمارات و الفجيرة والظفرة و دبا الحصن.

## روابط خارجية
- عمر علي عمر على موقع Soccerway.com (الإنجليزية)